# Тиберий Юлий Кандид Капитон
Тиберий Юлий Кандид Капитон (лат. Tiberius Iulius Candidus Capito) — римский политический деятель первой половины II века.
Отцом Капитона, по всей видимости, был консул 105 года Тиберий Юлий Кандид Марий Цельс, а братом — Тиберий Юлий Кандид Цецилий Симплекс. Между 105 и 120 годом Капитон вошел в состав жреческой коллегии арвальских братьев. В 122 году он занимал должность консула-суффекта. Дальнейшая его биография неизвестна.